# Les Déboires d'un piéton
Pour plus de détails, voir Fiche technique et Distribution.
Les Déboires d'un piéton ou Le Cauchemar d'un piéton est un film muet français réalisé par Robert Lortac et Landelle, sorti en 1922.
Produit par l'Atelier Lortac et distribué par Pathé Consortium Cinéma, ce court métrage d'animation — réalisé selon la technique du papier découpé — conte les mésaventures d'un piéton qui après avoir failli être écrasé par une automobile rêve qu'il est poursuivi par des autos fabuleuses et des monstres apocalyptiques.

## Synopsis
Un piéton est poursuivi par une voiture jusque dans son appartement et sur le toit de la maison. Puis Il se retrouve pourchassé sur la route par une meute d'automobiles. Il se réfugie sur un lampadaire dont il est bientôt éjecté après une attaque groupée des automobilistes.

## Fiche technique
- Titre : Les Déboires d'un piéton
- Titre alternatif : Le Cauchemar d'un piéton
- Réalisateur : Robert Lortac, Landelle
- Société de production : Atelier Lortac
- Société de distribution: Pathé Consortium Cinéma
- Pays de production :  France
- Langue : film muet avec les intertitres  en français
- Format : Noir et blanc — 35 mm — 1,33:1 — Muet
- Métrage : 97 mètres
- Genre : Film dramatique
- Durée : 3 minutes et 15 secondes
- Numéro de catalogue Pathé : 8974
- Date de sortie :
  - France : 20 octobre 1922